# マリーンズナイター (千葉テレビ放送)
マリーンズナイター（Marines Nighter）は、千葉テレビ放送（チバテレ）のプロ野球ナイター中継の題名。主にZOZOマリンスタジアムで開催される千葉ロッテマリーンズの主催試合を放送する。

## 概要
1992年に、ロッテオリオンズが本拠地を川崎球場から千葉マリンスタジアム（現：ZOZOマリンスタジアム）に移し千葉ロッテマリーンズに改名されたのに伴い、東京ケーブルネットワークとの提携で、千葉マリンスタジアムで行われる平日の試合を中心に放送開始。タイトルは、前年までの『CTCダイナミックナイター』をリニューアルして『CTCダイナミックスポーツ〔CTC Dynamic Sports〕』とした。2001年より『CTCマリーンズナイター』となり、2008年からは局の愛称が「チバテレビ」（後に「チバテレ」）となったことにあわせて「CTC」が用いられなくなり、『マリーンズナイター』となっている。
以前は他の独立局制作のナイターを番組販売の形でネット受けしていたが、その後千葉マリンスタジアムの映像制作会社・千葉マリンスタジアムビジョンとの提携に変更された。2012年まではJ SPORTSと、2013年 - 2014年はFOX SPORTS ジャパンと、2015年から2017年まではTBSニュースバード（SAMURAI BASEBALL）と、2018年からは日テレNEWS24（DRAMATIC BASEBALL）と同じ映像を使用する。
2007年までは4:3の標準画質だったが、千葉マリンスタジアムのテレビカメラがハイビジョン対応に変更されたことにより、2008年からは千葉マリンスタジアムで行われる試合は全てハイビジョン制作で放送している。2010年から2011年途中までのアナログ放送では16:9レターボックスで放送していた。なお、2020年まではマルチ編成により032ch（18:15 - 19:00および21:30 - 22:00）で放送される場合、メインチャンネル031ch（19:00 - 21:30）で放送される場合でも032chにて『船橋競馬中継』との並列放送が行われる場合は地上デジタル放送の仕様により16:9標準画質となっていた。同年12月より送信マスター更新に伴い031ch・032ch（現：チバテレ ミライチャンネル）いずれも同時HD配信が可能になったため、これらは解消している。
出演者はチバテレ自主制作で、ZOZOマリンスタジアムで開催される千葉ロッテ主催試合を主に放送するが、自主制作以外では年数本程度で千葉ロッテのビジターゲームであるメットライフドームの対埼玉西武ライオンズ戦（テレビ埼玉（テレ玉）制作『ライオンズアワー』）や札幌ドームおよび東京ドームの対北海道日本ハムファイターズ戦（GAORA制作『GAORAプロ野球中継』、テレ玉『ヒットナイター』でも放送）を放送するほか、阪神甲子園球場の対阪神タイガース戦（交流戦、サンテレビ制作『サンテレビボックス席』）やナゴヤドームの対中日ドラゴンズ戦（三重テレビ制作『三重テレビナイター』）をそれぞれ放送。ビジターゲームの試合も2013年現在すべてハイビジョンで中継している。しかし、2009年のビジターゲームの中継はテレ玉制作の対西武戦のみ、2010年も対西武戦3試合と対中日戦1試合のみ、2012年は再び対西武戦のみとビジターゲームの中継は年々減少している。
中継本数についてはシーズン前にロッテ球団との協議の上で決めている。
2005年からは、放送枠はそれほど多くないものの従来のナイターに加え土曜日のデーゲーム中継「CTCサタデーマリーンズ」（土曜日ホームゲームのデーゲーム開催日に限り14:30 - 16:00放送）をスタートしたが、2007年からは放送されていない。
2005年までは日曜日にもナイター中継を年数本程度放送（この場合は21:00で終了）していた。その後2006年から2008年までは中継していなかったが、2009年から2013年までは数試合中継した。
千葉マリンスタジアムのホームゲームに限り、2006年の中継番組中、5回裏終了後に千葉ロッテのチアサポーター・M☆Splash!!のメンバーが日替わりで登場、千葉マリンスタジアムのイベント情報を紹介する「From☆Splash」のコーナーがあった（対西武戦の場合、テレ玉でも放送されていた）。2007年はベンチリポーターの紹介のみだった。その後は長らく特にコーナーは設けられていなかったが、2013年からは番組内で応援メッセージや解説者に対する質問を募集するようになった。
なお、2007年以降は金曜日の19時に自社制作番組『金曜たぶろっど!』があり、20時の『カラオケトライアル2』が木曜日から移動、また、同年3月まで月曜夜8時放送の看板番組『チバテレビカラオケ大賞21』が同年4月からの「東名阪ネット6」制作の新番組スタートによる日曜夜9時へそれぞれ移動に伴い金曜日の中継はしない方針となった。その代わり、従来放送しなかった木曜日の中継が増えたため実質的な放送試合数はさほど変わらなかった。その『金曜たぶろっど!』は2008年で終わり、2009年からは再び金曜日の放送も復活した。ただし『カラオケトライアル』に変更はないため、開幕戦を含めて2試合のみ放送された。
2014年は火 - 木曜日のみの放送で、前年度まで行われていた週末の放送は無くなった。
2015年は、火 - 金曜日の放送で合計30試合中継する。
2017年は、火 - 土曜日の放送で合計30試合中継する。
2020年・2021年は、火 - 金曜日の放送で合計30試合中継する。また、同年は千葉ロッテがパ・リーグクライマックスシリーズに進出（レギュラーシーズン2位）したことを受けて、同シリーズのファーストステージ第1戦（対東北楽天ゴールデンイーグルス戦）を生中継した。
2022年は、火 - 金曜日の放送で合計31試合中継する。週末（土曜日・日曜日）の中継は行わない。
2023年は、火 - 土曜日の放送で合計40試合中継する。近年では組まれていなかった土曜日の中継も9月に2試合組まれた。また、メインチャンネルの中継開始が18:30に繰り上げとなる。また、千葉ロッテがパ・リーグクライマックスシリーズに進出（レギュラーシーズン2位）したことを受けて、同シリーズのファーストステージ第2戦（対福岡ソフトバンクホークス戦）を生中継した。
2024年は、火 - 土曜日の放送で合計40試合中継する。前年に引き続き、土曜日の中継も9月7日に組まれた。また、本年は祝日及び夏の高校野球千葉大会開催期間中を除くZOZOマリンスタジアムで行われる平日のナイターを全て中継する。5月17日並びに9月7日中継分は球団制作の実況解説をそのまま放送した（後述）。
2025年は、ロッテ主催35試合＋西武主催4試合＋阪神主催1試合の合計40試合中継する。土曜日の中継が消滅した代わりに、近年組まれていなかった日曜日の中継が9月28日に組まれた。

## 放送時間
2023年からの基本放送時間は18:30 - 21:30。18:00 - 18:30と試合が長引いた場合の21:30 - 最大23:00までの延長放送はマルチ編成の032ch（チバテレ ミライチャンネル）で放送を行う。なお、マルチ編成時、031chでは通常通りの番組が放送される。
なお、2021年は当初第2チャンネル（当時の名称）にて18:00からの放送を予定していたが、COVID-19の感染拡大を防止する観点から、17時台後半（ZOZOマリンスタジアムは17:45）へ繰り上げることが開幕直前の3月22日に決定された影響で、本番組も17:45から中継を開始していた。このため、同年5月より、チバテレ ミライチャンネルでは17時台に『チバミライチャンネル』（高校生制作番組などの教養番組枠）が放送されているが、当番組放送時は17:45までの短縮放送となっていた。
雨天中止の場合は、『ちば美彩』（自社制作）や、『ごりやくさん』（三重テレビ以外の独立局12局持ち回り制作）・『日本ふるさと百景』（独立局13局持ち回り制作）などの穴埋め番組が編成される。番組スポンサーはそのまま引き継がれるため、通常はスポンサーがつかないこれらの番組にも、このケースに限り大量のスポンサーがつくことになる。

## 2010年の出来事（マリーンズナイタースペシャル）
この年はクライマックスシリーズを制覇したため、11月4日には特別編「マリーンズナイタースペシャル・日本シリーズ中継」と題し、日本シリーズ第5戦（対中日）を関東地区において地上波独占放送した。これは開局40年目にして初めての日本シリーズ中継であり、独立UHF局（当時）としても25年ぶりの放送ともなった。この中継は三重テレビ放送にネットされた。

## 開局当初もロッテ戦を自主制作
1971年5月1日の千葉テレビ開局当日、同局は14時から17時の時間帯で開局記念特番として東京スタジアムで行われたロッテオリオンズ対東映フライヤーズの試合を生中継した。

## 出演者

### 解説者
下記は2025年の解説者である。
- 倉持明（1992年 - ）※娘で、元・AKB48の倉持明日香とのW解説での共演もあった。
- 初芝清（2006年 - 、ロッテ球団制作中継解説者兼）
- 立川隆史（2011年 - 、ロッテ球団制作中継解説者兼）
- 薮田安彦（2014年 - 、テレビ東京・ロッテ球団制作中継・TBSラジオ（裏送り）・HBCラジオ・J SPORTS・DAZN解説者兼）
- 里崎智也（2015年 - 、テレビ東京（BSジャパン）・TVQ九州放送・フジテレビ・ロッテ球団制作中継・フジテレビONE・ニッポン放送解説者兼）
- 清水直行（2022年 - 、ロッテ球団制作中継解説者兼）
- 小林雅英（2019年・2025年）

#### 過去の解説者
- 池辺巌（1995年）
- 小川邦和
- 大村巌（2005年まで）
- 黒木知宏（2012年まで）

### 実況アナウンサー・リポーター
当番組では実況・リポーターともフリーアナウンサーが担当している。これは現在、チバテレの正・契約社員に男性アナウンサーが在籍していないためである。なお、下記実況担当者のほとんどが全国高等学校野球選手権千葉大会（夏の高校野球）実況を担当しており、かつては『速報!今日の高校野球』にも出演していた。『高校野球ダイジェスト』においても、2013年は瀬尾、2023年以降は桑原がそれぞれMCを担当した。
下記は2025年の実況アナウンサーである。
- 小笠原聖（エス・オー・プロモーション所属→フリー・元秋田朝日放送）
- 黒沢幸司（シオノ事務所所属）
- 西達彦 （ボイスワークス所属）
- 喜谷知純（ボイスワークス所属・元新潟放送）
- 笹川裕昭（フットメディア所属・元エフエム群馬）2018年より
- 加藤暁（フリー）2021年より
- 桑原秀和（ボイスワークス所属・元日本海テレビジョン放送・静岡放送）2023年より。『ちば朝ライブ モーニングこんぱす』（同局制作）月曜・火曜MCを担当している事情から、原則として月・火曜以外で担当。2024年までは『TOKYO MX news FLAG』（TOKYO MX制作）木曜・金曜キャスターも担当していたため、原則として水曜のみの年数試合のみ担当だった。
- 寺島啓太（フリー）2023年より

この他、セ・パ交流戦の阪神との試合では同時ネットするサンテレビのアナウンサーがリポーターで出演する。

#### 過去
実況
- 石井力（元千葉テレビ）2009年まで担当。
- 新納泰一（元千葉テレビ）千葉移転初期のころ数試合担当。
- 藤巻久也（元千葉テレビ）千葉移転初期のころ数試合担当。
- 川原恵輔（フリー・元NHK）千葉移転初期のころ数試合。この他、日本ハムの本拠地が東京ドームだった頃も主管試合担当。
- 松岡俊道（フリー）
- 関根信宏（ジョイスタッフ所属・元長崎放送）
- 河田浩兒（フリー）
- 中田秀作（フリー・元文化放送）
- 志生野温夫 （シオノ事務所所属・元日本テレビ）
- 八塚浩（圭三プロダクション所属・元ラジオ福島）ごく数試合担当。
- 熊谷龍一（ボイスワークス所属・元鹿児島放送）2011年まで担当。
- 杉山俊輔（エス・オー・プロモーション所属）2011年まで担当。
- 廣瀬隼也（出演時ボイスワークス所属・元福井放送）2012年担当。2013年広島ホームテレビ入社。
- 瀬尾貴紀（ボイスワークス所属）2013年担当。
- 小林習之（フリー）2014年度担当。
- 菅野詩朗（TCPアーティスト所属・元文化放送）
- 石黒新平（圭三プロダクション所属・元東北放送、元ニッポン放送、元広島ホームテレビ）
- 波多江良一（圭三プロダクション所属・元富山テレビ、元群馬テレビ、元テレビ埼玉）2017年担当。
- 坂倉恒太（フリー）
- 梅中悠介（ジョイスタッフ所属・元新潟総合テレビ、元大分朝日放送）2013年より担当。
- 酒井崇之（TCPアーティスト所属）2021年・2022年は『ちば朝ライブ モーニングこんぱす』MCのため、年数試合のみ担当していた。2023年も担当予定だったが、同年4月に長期療養のため『ちば朝ライブ モーニングこんぱす』も休養を発表し、当番組の実況担当も全てキャンセルとなった。

リポーター
- 大平素子
- 信澤美穂

### 球団制作番組放送時
稀にロッテ球団がCS放送（日テレNEWS24）や各種動画配信サービス向けに制作している公式番組の実況・解説者を差し替えずにそのまま放送する場合がある。

## ネットワーク配給
- テレ玉（埼玉西武ライオンズ戦）
- tvk[注 17]（セ・パ交流戦・横浜DeNAベイスターズ戦）
- 三重テレビ・岐阜テレビ（同・中日ドラゴンズ戦）
- サンテレビ[注 18]（同・阪神タイガース戦。以前は阪神戦非開催時または権利上中継できない時にオリックス・ブルーウェーブ戦を放送したことがある）
- テレビ北海道[注 19]（テレビ東京系列、北海道日本ハムファイターズ戦の一部）
- 北海道テレビ[注 20]（テレビ朝日系列、北海道日本ハムファイターズ戦の一部）
- 九州朝日放送[注 21]（テレビ朝日系列、1996年開幕戦の福岡ダイエーホークス戦をチバテレビ制作で同時ネットした）
- BS朝日（BSデジタル放送）『マリーンズライヴ』（2007年までで供給終了）